# 欧蒂兹河畔尼约勒
欧蒂兹河畔尼约勒（法語：Nieul-sur-l'Autise，法語發音：[njœl syʁ lotiz]）是法国卢瓦尔河地区大区旺代省的一个旧市镇，属于丰特奈勒孔特区。2019年，欧蒂兹河畔尼约勒与市镇乌尔姆合并为新市镇里沃多蒂兹，欧蒂兹河畔尼约勒为新市镇行政中心。

## 地名
该地位于欧蒂兹河（Autize）畔。值得注意的是，该河名在旺代省的拼写为。

## 地理
欧蒂兹河畔尼约勒（46°25'26"N, 0°40'45"W）面积22.63 平方千米，位于法国卢瓦尔河地区大区旺代省，该省份为法国西部沿海省份，北起大西洋卢瓦尔省和曼恩-卢瓦尔省，西临大西洋，南至滨海夏朗德省，东部及东南部与德塞夫勒省接壤。
与欧蒂兹河畔尼约勒接壤的市镇（或旧市镇、城区）包括：圣蓬潘、伯内、乌尔姆、圣伊莱尔德洛日、旧圣皮埃尔、克桑通-沙斯农。
欧蒂兹河畔尼约勒的时区为UTC+01:00、UTC+02:00（夏令时）。

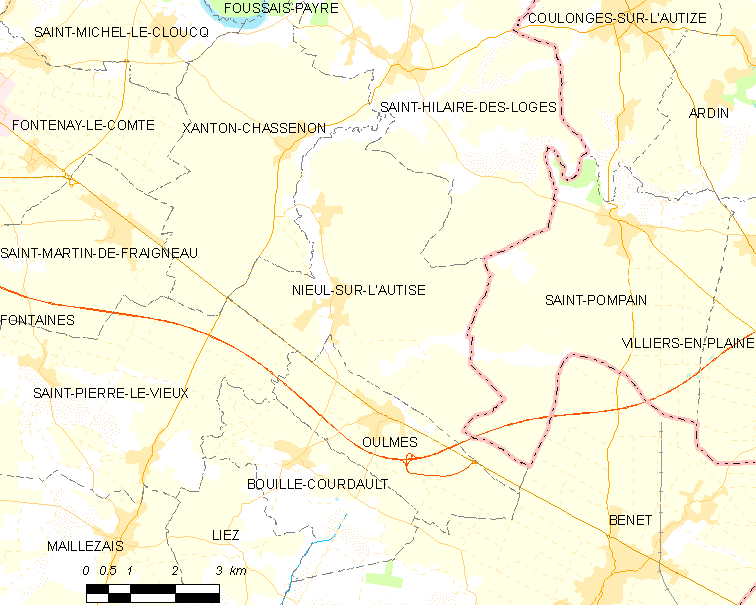
欧蒂兹河畔尼约勒的OSM定位图

## 行政
欧蒂兹河畔尼约勒的邮政编码为85240，INSEE市镇编码为85162。

## 政治
欧蒂兹河畔尼约勒所属的省级选区为丰特奈勒孔特县。

## 人口

1962-2008年间欧蒂兹河畔尼约勒人口变化图示

欧蒂兹河畔尼约勒于2018年1月1日时的人口数量为1291人。